# Tenebroides americanus
Tenebroides americanus là một loài bọ cánh cứng trong họ Trogossitidae. Loài này được Kirby miêu tả khoa học năm 1837.